# Общинная экономика
Общинная (домашняя) экономика — замкнутая, обособленная от других экономических субъектов экономика семейного типа. Для общинной экономики характерно самопроизводство (обеспечение, прежде всего, собственных нужд) и неденежный обмен (бартер, отношения типа «услуга за услугу»). Характерна для традиционной экономики.
Пример подобной деятельности в современном мире — выращивание для себя продуктов на приусадебном участке. Пример субъекта общинной экономики — киновия, кибуц.